# Samuel Ryan Curtis

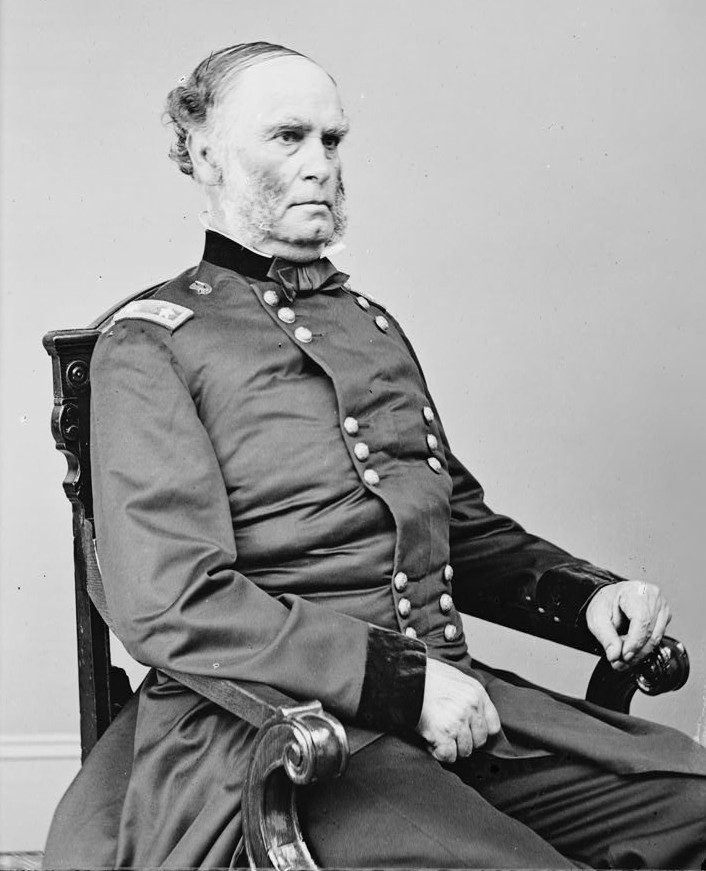
Samuel Ryan Curtis (1862 circa).

Samuel Ryan Curtis (3 de fevereiro de 1805 Champlain, Nova York — 26 de dezembro de 1866 Council Bluffs, Iowa), foi um oficial militar americano e um dos primeiros republicanos eleitos para o Congresso em 4 de março de 1857. Ele era mais famoso por seu papel como general do Exército da União no Teatro Trans-Mississippi da Guerra Civil Americana, especialmente por suas vitórias nas Batalhas de Pea Ridge em 1862 e Westport em 1864.